# Instrumental: Memorias de música, medicina y locura
Instrumental es un libro de James Rhodes publicado en 2014. Es una autobiografía sobre los abusos sexuales que sufrió durante su infancia y cómo éstos marcaron un antes y un después en la vida del pianista. Además, explica la salvación que supuso para él la música clásica, especialmente Johann Sebastian Bach.
Instrumental logró intensificar el debate social acerca de los abusos sexuales a menores. De hecho, pese a que en el libro se habla de hechos tan desagradables, lo cierto es que tuvo una gran acogida entre el público y recibió muy buenas críticas por parte de   periódicos tan sonados como The Guardian, New York Times, The Times o The Independent entre muchos otros. En 2015, The Guardian remató su reseña Instrumental: A Memoria of Madness, Medication and Music - review, alegando: "Es una pena que ya no exista el mejor libro del año sobre la mente. Instrumental se lo habría ganado".  También, autores como Mark Haddon y Andrew O'Hagan mostraron públicamente una opinión muy positiva acerca del libro.
Además, esta autobiografía no solo tuvo impacto en los medios anglosajones, también lo hizo en los españoles. Entre algunos de los periodistas que hicieron referencia a este libro, destaca Rosa Montero con el artículo Aviso a navegantes que publicó en su columna semanal de El País. En 2016,  el programa Salvados contó con Rhodes para un programa en el que se trataron los abusos sexuales en la infancia, haciendo hincapié en momentos concretos de su vida en los que habla a lo largo de Instrumental.

## Proceso judicial
Para poder publicar Instrumental, Rhodes tuvo que lidiar una batalla de 18 meses en los tribunales, y un coste de 2 millones de euros, con su exmujer. Ella consideraba que la publicación del libro podría dañar la sensibilidad del hijo de ambos, por lo que intentó prohibir que pudiera ver la luz. Además, durante el proceso se llegó a afirmar que el libro era demasiado tóxico para que pudiera ser leído, por lo que no solo se trató de censurar la autobiografía sino que también se pretendió silenciar al propio Rhodes, es decir, impedirle hablar o escribir sobre su propio pasado en los medios de todo el mundo. Amistades como Benedict Cumberbatch o Stephen Fry le ayudaron y mostraron su apoyo durante esta etapa de su vida.

## Estructura
Instrumental está compuesto por un total de 20 capítulos. Cada uno de ellos lleva el nombre de una composición de algún músico clásico junto con una de sus piezas más famosas. Rhodes, como introducción a cada episodio, escribe una breve descripción de cómo era el compositor en cuestión y qué le llevó a crear dicha sinfonía. Lo que pretendía el pianista era crear una especie de banda sonora para su propio libro.

## Reseña
La primera sección de Instrumental habla de cómo empezaron las violaciones a Rhodes por parte de su profesor de gimnasia cuando contaba solamente con seis años de edad. Cuenta cómo estas violaciones marcaron un antes y un después en su vida, pasando de ser un niño lleno de felicidad y curiosidad a uno lleno de miedos y roto. También en esta parte del libro James cuenta la pasividad de sus profesores ante la situación que se estaba produciendo, pues continuamente lo veían llorando y saliendo del despacho de su profesor de gimnasia con las rodillas llenas de sangre y no ponían solución a la situación que estaba ocurriendo. Además en esta parte de la autobiografía es cuando el concertista hace referencia a su encuentro con la música clásica y la salvación que supuso para él.
La segunda sección del libro habla de todas las consecuencias, físicas (tuvo que ser operado varias veces por culpa de las violaciones) y mentales, que los continuos abusos sexuales durante cinco años provocaron en Rhodes. En esta parte del libro habla de temas como el alcohol, las drogas, la prostitución, su ingreso en un centro psiquiátrico y sus cinco intentos de suicidio. Además, también comenta las pocas amistades que logró forjar durante esta etapa y a su actual exmujer, con la que tiene un hijo del que perdió la custodia. Es también en esta sección del libro cuando vuelve a tocar el piano y también cuando logra salir de la institución psiquiátrica en la que había sido ingresado gracias a un dispositivo de reproducción de música lleno de música clásica que un amigo había colado para él en una de sus visitas. 
La tercera sección de la autobiografía se centra en hablar de su mejoría, evidentemente sin llegar a perder las secuelas que le dejaron las violaciones, pero sí manteniendo bajo control la gran mayoría de ellas. Además, en esta última parte del libro Rhodes se atreve a hablar del amor y de cómo mantenerlo. 